# Целыковская, Евгения Алексеевна
Евгения Алексеевна Целыковская (род. 1927) — советский и российский учёный и педагог в области политической экономии, доктор экономических наук (1971), профессор (1975). Почётный профессор Санкт-Петербургского государственного университета (2007). Заслуженный работник высшей школы Российской Федерации (2002).

## Биография
Родилась 19 сентября 1927 года в Ленинграде в рабочей семье, пережила Блокаду Ленинграда.
С 1945 по 1950 год обучалась в Ленинградском институте советской торговли, с 1950 по 1953 год обучалась в аспирантуре по кафедре политической экономики ЛГУ. С 1953 года на педагогической работе в Ленинградском государственном университете в должностях: ассистента, доцента и профессора на кафедре политической экономики.
В 1953 году Е. А. Целыковская была утверждена в учёной степени кандидат экономических наук по теме: «Значение государственной розничной торговли в выполнении требований основного экономического закона социализма: (По материалам торговли города Ленинграда в послевоенный период)», в 1971 году — доктор экономических наук по теме: «Методологические основы планирования товарного запаса». В 1973 году приказом ВАК ей было присвоено учёное звание доцента, в 1975 году — профессор по кафедре политической экономики. В 2007 году ей было присвоено почётное звание — почётный профессор СПбГУ.

## Научно-педагогическая деятельность
Основная научно-педагогическая деятельность Е. А. Целыковская связана с вопросами в области политической и плановой экономики. Член Учёного совета Экономического факультета Санкт-Петербургского государственного университета.
Е. А. Целыковская являлась автором более 140 научных трудов, в том числе: «Значение государственной розничной торговли в выполнении требований основного экономического закона социализма» (Л.: 1954), «Время обращения в торговле и пути его сокращения» и «Новые методы планирования на предприятиях автомобильного транспорта и швейной промышленности» (Л.: 1966), «Пути повышения эффективности новой системы взаимоотношений промышленности и торговли» (Л.: 1969), «Методологические основы планирования товарного запаса (на примере товарного запаса предметов личного потребления государственной и кооперативной торговли СССР)» (Л.: 1971), коллективная монография «История политической экономии социализма» (Л.: 1983), под её руководством было защищено более 30 кандидатских и докторских диссертаций.
В 2002 году Указом Президента России «За заслуги в научной работе, значительный вклад в дело подготовки высококвалифицированных специалистов» Е. А. Целыковская была удостоена почётного звания Заслуженный работник высшей школы Российской Федерации.